# Meteorium polytrichum
Meteorium polytrichum är en bladmossart som beskrevs av Frans François Dozy och Molkenboer 1848. Meteorium polytrichum ingår i släktet Meteorium och familjen Meteoriaceae. Inga underarter finns listade i Catalogue of Life.